# Kugelmilbe
Die Kugelmilbe (Hydrachna globosa) ist ein Vertreter der Süßwassermilben (Hydrachnellae). Sie gehört zu den auffälligsten Wassermilben Mitteleuropas.
Die Kugelmilbe ist wie die Sackmilbe (Limnochares aquatica) auffällig rot gefärbt, jedoch nicht sackartig aufgequollen und flinker. Ihr Körper ist kugelförmig, das namensgebende Merkmal der Art, und rundum mit feinen Chitindornen besetzt (15 bis 20 Mikrometer). Direkt hinter den Augen befinden sich zwei Chitinflächen in Afrika- oder Südamerikaform. Die Tiere besitzen einen relativ langen Rüssel, die Palpen sind recht klein. Im Verhältnis zur Körpergröße sind die Beine kurz, das erste Beinpaar besitzt keine Borsten.
Die Kugelmilbe lebt in stehenden Gewässern und jagt vornehmlich nach Wasserflöhen. Sie stellt dabei die häufigste der 20 heimischen Hydrachna-Arten dar.
Die Larven der Kugelmilbe parasitieren an verschiedenen Wasserinsekten.